# Venceremos - Hommage à Salvatore Allende
Venceremos - Hommage à Salvatore Allende o simplemente Venceremos es un álbum tributo al ex Presidente de Chile Salvador Allende, muerto en el Golpe de Estado en Chile de 1973, lanzado el 19 de mayo de 2003 en Francia en conmemoración de los 30 años desde su muerte. Es interpretado por el cantautor chileno Ángel Parra, el actor francés Pierre Arditi y el grupo Ventiscka.
El álbum contiene el último poema de Víctor Jara «Somos cinco mil» (en francés, «Nous sommes cinq milles»), escrito pocos días antes de ser asesinado en el Estadio Chile el 16 de septiembre de 1973, siendo leído en francés por Pierre Arditi y terminando con una canción interpretada por Isabel Parra, hermana de Ángel. Además contiene una grabación de su canción «Manifiesto». Por otra parte, el disco cierra con el último discurso de Allende, titulado «Las últimas palabras». A lo largo del disco se intercalan otros textos escritos por el periodista francés Gilles Perrault e interpretados por Arditi.
El título del disco es el mismo de la canción «Venceremos», considerada un himno en el período de la Unidad Popular.

## Lista de canciones
| Venceremos |                                                                           |                                     |                   |                              |          |  |
| N.º        | Título                                                                    | Letras                              | Música            | Intérprete                   | Duración |  |
| 1.         | «Presidente»                                                              | Hakim y Mouss Amokrane, Ángel Parra | Mauro Di Dumenico | Ángel Parra, Hakim y Mouss   | 4:28     |  |
| 2.         | «Trente ans dejà»                                                         | Gilles Perrault                     |                   | Pierre Arditi                | 1:52     |  |
| 3.         | «Cuando amanece el día»                                                   | Ángel Parra                         | Ángel Parra       | Ángel Parra                  | 2:42     |  |
| 4.         | «Te recuerdo Amanda»                                                      | Víctor Jara                         | Víctor Jara       | Ángel Parra                  | 3:16     |  |
| 5.         | «Le voyou de Nixon»                                                       | Gilles Perrault                     |                   | Pierre Arditi                | 1:53     |  |
| 6.         | «Venceremos»                                                              | Claudio Iturra                      | Sergio Ortega     | Ventiscka                    | 2:32     |  |
| 7.         | «¿Qué vas a hacer?»                                                       | Ángel Parra                         | Ángel Parra       | Ángel Parra                  | 2:45     |  |
| 8.         | «La libertad»                                                             | Ángel Parra                         | Ángel Parra       | Ángel Parra                  | 3:17     |  |
| 9.         | «Nous sommes cinq milles («Somos cinco mil») / Ay canto qué mal me sales» | Víctor Jara                         | Isabel Parra      | Pierre Arditi / Isabel Parra | 4:37     |  |
| 10.        | «Manifiesto»                                                              | Víctor Jara                         | Víctor Jara       | Víctor Jara                  | 4:26     |  |
| 11.        | «Compañero presidente»                                                    | Ángel Parra                         | Ángel Parra       | Ángel Parra                  | 4:30     |  |
| 12.        | «L'espérance de la résurrection»                                          | Gilles Perrault                     |                   | Pierre Arditi                | 2:52     |  |
| 13.        | «El pueblo unido»                                                         | Sergio Ortega                       | Sergio Ortega     | Ventiscka                    | 3:39     |  |
| 14.        | «Allende presidente»                                                      | Ángel Parra                         | Mauro Di Domenico | Ángel Parra                  | 4:56     |  |
| 15.        | «Las últimas palabras»                                                    | Salvador Allende                    |                   | Salvador Allende             | 6:30     |  |
| 54:15      |                                                                           |                                     |                   |                              |          |  |